# Sir Leigh Teabing
Sir Leigh Teabing  è un personaggio immaginario e il principale antagonista del romanzo Il codice da Vinci (2003), nato dalla penna dello scrittore statunitense Dan Brown. È uno storico professionista di fama mondiale, autore di numerose ricerche.

## Biografia
Teabing è di origini britanniche, uno studioso del Graal e amico del professore di Harvard, Robert Langdon. Enormemente ricco, vive al di fuori di Parigi, in un castello di campagna chiamato Château Villette con il suo fedele maggiordomo Rémy Legaludec.
In giovane età contrasse la poliomielite e anche se vive in Francia, si reca regolarmente in Gran Bretagna per ricevere il trattamento a causa di una diffidenza nei confronti dei medici francesi. Teabing indossa spesso bretelle di metallo e usa le stampelle. La disabilità di Teabing è un'allusione alla ferita inguaribile del Re Pescatore del ciclo arturiano.
Appare come un uomo di età matura, affascinante, colto e cavalleresco, anche se molto machiavellico quando deve raggiungere i suoi scopi, che ritiene giustificati; infatti a causa del proprio anticattolicesimo, crede che il Priorato di Sion abbia tradito la missione di custodire il Graal, rappresentato da Maria Maddalena, in quanto non lo ha rivelato allo scadere del 2000: per questo non si fa scrupoli a stringere un'apparente alleanza segreta con la Chiesa cattolica e l'Opus Dei, che in realtà vuole distruggere. Sotto lo pseudonimo "il Maestro", Teabing commissiona al monaco Silas gli omicidi dei dirigenti del Priorato come il Gran Maestro Jacques Saunière, curatore del Louvre. In seguito uccide personalmente il suo maggiordomo, avvelenandolo. Dopo aver cercato di portare dalla sua parte la nipote del curatore, Sophie Neveu, e il protagonista Robert Langdon, il suo piano fallisce e viene arrestato dalla polizia inglese.

## Interpreti
Nel film è stato interpretato da Ian McKellen.

## Origine del nome
Due degli autori de Il santo Graal (The Holy Blood and The Holy Grail), un libro che ha influenzato Il codice da Vinci, si chiamano Richard Leigh e Michael Baigent (il terzo è Henry Lincoln).
Il nome di Leigh Teabing è composto dal cognome di Richard Leigh e dall'anagramma del cognome di Michael Baigent.